# Tịnh xá

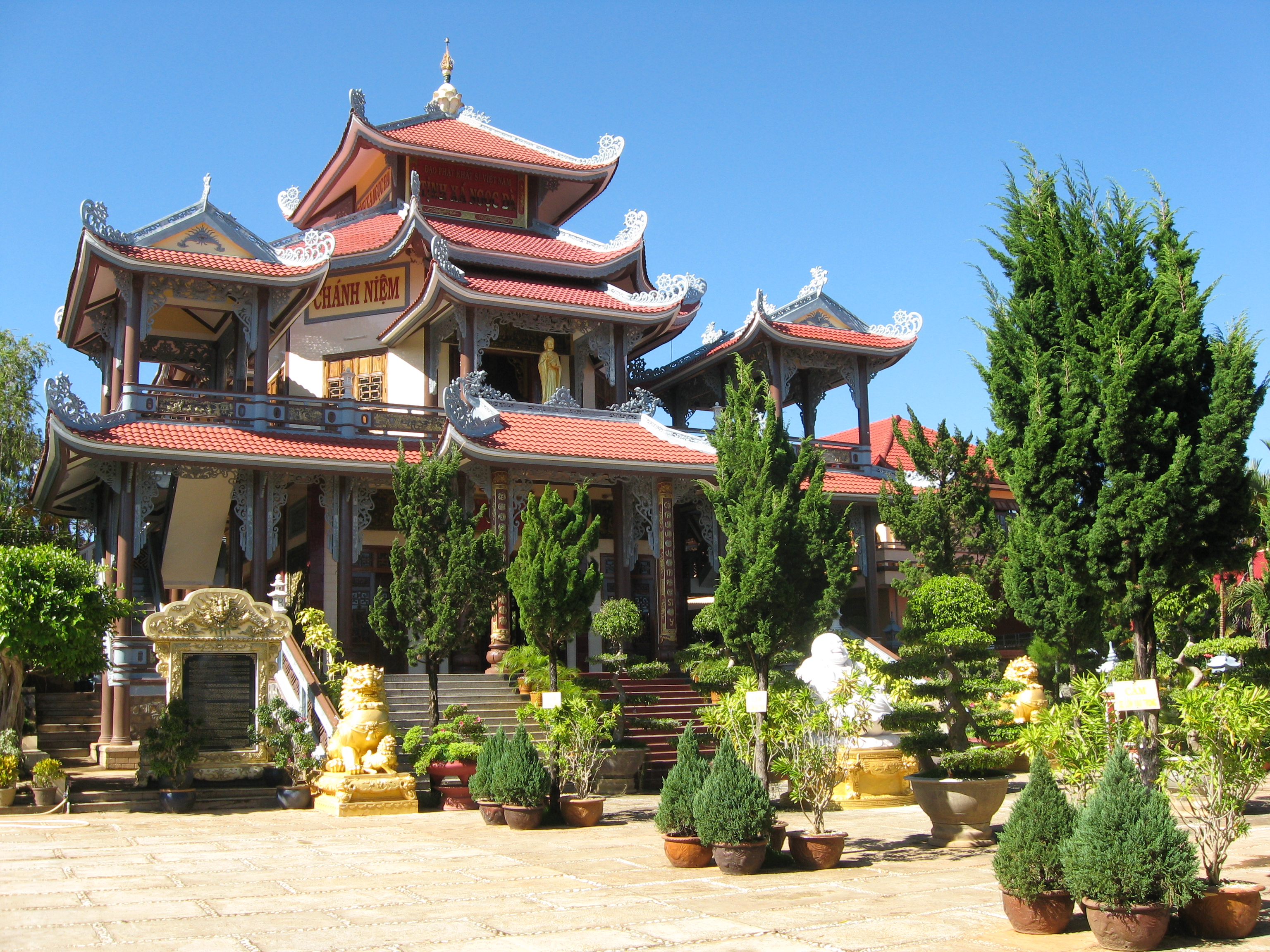
Tịnh xá Ngọc Đà, thành phố Đà Lạt.

Tinh xá (chữ Phạn: विहार Vihara) là cách gọi của người Ấn Độ Phật giáo nói về các tịnh thất trong các ngôi chùa, là các công trình kiến trúc nhà cửa theo phong cách Phật giáo dành cho những người tu hành nghỉ ngơi, cầu nguyện, thiền định. Đó là một nơi riêng biệt dành cho những ngày ẩn dật ngồi thiền của các thầy tu. Tịnh xá là nơi có thể đến tham quan sau đó nghỉ lại vài ngày vì đây là nơi yên tĩnh, khác với chùa có chức năng thực hiện hành lễ thì tịnh xá chú trọng vào việc tĩnh lặng để nghỉ ngơi, tu tâm. Đây là một tu viện Phật giáo.
Thuật ngữ tịnh xá được gọi tên với nhiều thứ tiếng khác nhau như: tiếng Mã Lai gọi là "biara," có nghĩa là tu viện để phân biệt với các nơi thờ tự Hồi giáo ở Malaysia. Tiếng Trung gọi là 精舎, bính âm: jingshe, âm Hán-Việt: tinh xá), tiếng Thái gọi là "Wihan" (วิหาร) và tiếng Khmer gọi là "Vihear". Trong khi đó tiếng Miến thì gọi là wihara (ဝိဟာရ, IPA: [wḭhəɹa̰]), cũng có nghĩa là tu viện nhưng họ còn có từ khác là kyaung (ကျောင်း, IPA: [tɕáuɴ]) để chỉ về đối tượng này. Tịnh xá nguyên thủy chỉ là nơi trú tạm yên tĩnh, "tịnh" có nghĩa là yên tĩnh, "xá" có nghĩa là nơi trú chân đơn sơ (tệ xá) không phải là nơi cư trú, sở hữu lâu dài.